# Tàngara de pit canyella
La tàngara de pit canyella (Schistochlamys ruficapillus) és un ocell de la família dels tràupids (Thraupidae).

## Hàbitat i distribució
Habita dens matoll, caatinga i praderies de les terres baixes a l'est i centre del Brasil.